# Brennan Rubie
Brennan Rubie est un skieur alpin américain, né le 8 avril 1991 à Salt Lake City.

## Biographie
Il court des épreuves internationales à partir de 2006 puis en Coupe nord-américaine en 2009, où il remporte ses deux 
premières courses en décembre 2012 à Panorama. Le même mois, il est sélectionné pour la Coupe du monde à Beaver Creek, où il parvient à marquer des points avec une 27e place au super G. Il se fracture la jambe plus tard dans l'hiver mais revient en forme pour la saison suivante.
Sans résultat probant en Coupe du monde, il est tout de même présent aux Championnats du monde 2015, où il est 26e du slalom géant. En 2016, il finit en tête du classement du slalom géant de la Coupe nord-américaine et remporte son premier titre national en combiné.
Il renoue avec le top trente en Coupe du monde en décembre 2016, en se classant onzième du combiné de Santa Caterina, établissant le meilleur résultat de sa carrière. Il prend part ensuite aux Championnats du monde de Saint-Moritz, prenant la quinzième place du combiné. Il arrête la compétition à haut niveau à l'issue de cette saison.
En 2014, Mikaela Shiffrin a confirmé qu'elle est en relation avec Brennan Rubie.

## Palmarès

### Championnats du monde
| Édition / Épreuve          | Slalom géant | Combiné |
| -------------------------- | ------------ | ------- |
| Mondiaux 2015 Beaver Creek | 26e          |         |
| Mondiaux 2017 Saint-Moritz |              | 15e     |

### Coupe du monde
- Meilleur classement général : 106e en 2017.
- Meilleur résultat : 11e.

#### Classements
| Saison | Général | Slalom | Slalom géant | Super G | Descente | Combiné |
| ------ | ------- | ------ | ------------ | ------- | -------- | ------- |
| 2013   | 139e    | —      | —            | 49e     | —        | —       |
| 2017   | 106e    | —      | 51e          | —       | —        | 21e     |

### Coupe nord-américaine
- Gagnant du classement du slalom géant en 2016.
- 7 victoires (6 en slalom géant et 1 en super G).

### Championnats des États-Unis
- Vainqueur du combiné en 2016.